# Brescia Calcio 2014-2015
Questa voce raccoglie le informazioni riguardanti il Brescia Calcio nelle competizioni ufficiali della stagione 2014-2015.

## Stagione
Nella stagione 2014-2015 la squadra biancoazzurra giunge al 21º posto in classifica con 42 punti, retrocedendo sul campo in Lega Pro, complici anche i 6 punti di penalizzazione inflitti nell'arco della stagione a seguito di inadempienze amministrative e ritardati pagamenti. Nel febbraio del 2015 la società passa alla Profida, ed è gestita da Rinaldo Sagramola in qualità di direttore generale. A maggio, il nuovo presidente diventa Alessandro Triboldi. Al termine del campionato il Brescia riesce a mantenere la categoria venendo ripescato al posto del fallito Parma. Sono quattro i tecnici che si sono alternati sulla panchina delle rondinelle, senza cogliere l'obiettivo di stagione, di mantenere la permanenza in Serie B. Anche se con i 48 punti raccolti sul campo, si sarebbe comunque salvato. Ancora una volta ed è la settima Andrea Caracciolo risulta il miglior marcatore delle rondinelle con 16 reti, delle quali 2 in Coppa Italia e 14 firmate in campionato. Nella Coppa Italia Tim Cup il Brescia supera nel secondo turno (2-1) la Pro Vercelli, nel terzo turno ha la meglio (1-0) sul Latina, poi nel quarto turno cede (2-0) alla Sampdoria che passa agli ottavi.

## Divise e sponsor
Lo sponsor tecnico per la stagione 2014-2015 è Joma, mentre gli sponsor ufficiali sono Ubi Banca e Banco di Brescia.
| Casa | Trasferta | Terza divisa |

## Rosa
Rosa aggiornata al 4 ottobre 2014.
| N. |                    | Ruolo | Calciatore                |
| -- | ------------------ | ----- | ------------------------- |
| 1  | Italia (bandiera)  | P     | Michele Arcari            |
| 3  | Italia (bandiera)  | D     | Antonio Caracciolo        |
| 4  | Italia (bandiera)  | C     | Nicolò Ragnoli            |
| 5  | Italia (bandiera)  | C     | Alessandro Budel          |
| 6  | Italia (bandiera)  | D     | Valerio Di Cesare         |
| 7  | Italia (bandiera)  | A     | Daniele Corvia            |
| 8  | Italia (bandiera)  | C     | Luigi Alberto Scaglia     |
| 9  | Italia (bandiera)  | A     | Andrea Caracciolo         |
| 11 | Uruguay (bandiera) | C     | Rubén Olivera             |
| 11 | Brasile (bandiera) | A     | Victor Da Silva           |
| 12 | Italia (bandiera)  | P     | Stefano Minelli           |
| 14 | Ghana (bandiera)   | C     | Isaac Ntow                |
| 15 | Italia (bandiera)  | D     | Marco Zambelli (capitano) |
| 17 | Libia (bandiera)   | C     | Ahmad Benali              |

| N. |                        | Ruolo | Calciatore         |
| -- | ---------------------- | ----- | ------------------ |
| 18 | Paesi Bassi (bandiera) | A     | Ismail H'maidat    |
| 19 | Italia (bandiera)      | C     | Alessio Sestu      |
| 20 | Italia (bandiera)      | C     | Mario Gargiulo     |
| 21 | Italia (bandiera)      | C     | Nicolò Quaggiotto  |
| 23 | Italia (bandiera)      | C     | Leonardo Morosini  |
| 24 | Senegal (bandiera)     | D     | Racine Coly        |
| 25 | Italia (bandiera)      | D     | Gabriele Rocchi    |
| 26 | Italia (bandiera)      | C     | Fabio Bertoli      |
| 28 | Italia (bandiera)      | A     | Marco Valotti      |
| 29 | Italia (bandiera)      | C     | Simone Bentivoglio |
| 31 | Italia (bandiera)      | D     | Alberto Boniotti   |
| 33 | Italia (bandiera)      | A     | Andrea Razzitti    |
| 34 | Brasile (bandiera)     | A     | Felipe Sodinha     |

## Organigramma societario
Area direttiva
- Presidente: Luigi Ragazzoni (fino a febbraio 2015), Rinaldo Sagramola (febbraio - maggio 2015), Alessandro Triboldi (da maggio 2015)

Area tecnica
- Allenatore: Ivo Iaconi (agosto - 15 dicembre 2014), Ivan Javorčić (15 dicembre 2014 - 21 gennaio 2015), Salvatore Giunta (21 gennaio -  18 febbraio 2015), Alessandro Calori (18 febbraio - giugno 2015)
- Allenatore in seconda: Umberto Marino (agosto - 15 dicembre 2014), Stefano Preti (15 dicembre 2014 - 21 gennaio 2015), Ivan Javorčić (21 gennaio - 18 febbraio 2015), Alberto Maresi (18 febbraio - giugno 2015)

## Risultati

### Serie B

#### Girone di andata
| Arbitro: | Di Paolo (Avezzano) |

|                |           |  |
| D. Ciofani 51’ | Marcatori |  |

| Arbitro: | Manganiello (Pinerolo) |

|  |           |                    |
|  | Marcatori | 79’ (aut.) Minelli |

| Arbitro: | Roca (Foggia) |

|  |           |               |
|  | Marcatori | 77’ Di Cesare |

| Brescia 20 settembre 2014, ore 15:00 CEST 4ª giornata | Brescia           | 0 – 0 referto | Ternana | Stadio Mario Rigamonti (5.056 spett.)\| Arbitro: \| Ghersini (Genova) \| |
| Arbitro:                                              | Ghersini (Genova) |               |         |                                                                          |

| Arbitro: | Chiffi (Padova) |

|                  |           |           |
| L.A. Scaglia 26’ | Marcatori | 75’ Cerri |

| Arbitro: | Pairetto (Nichelino) |

|                   |           |  |
| Taddei 79’ (rig.) | Marcatori |  |

| Arbitro: | Saia (Palermo) |

|                            |           |               |
| And. Caracciolo 70’ (rig.) | Marcatori | 90+4’ Zecchin |

| Arbitro: | Nasca (Bari) |

|                     |           |                    |
| Granoche 58’ (rig.) | Marcatori | 3’ And. Caracciolo |

| Arbitro: | Mariani (Aprilia) |

|                                |           |            |
| And. Caracciolo 70’ Benali 80’ | Marcatori | 72’ Marchi |

| Arbitro: | Abisso (Palermo) |

|             |           |                     |
| Viviani 14’ | Marcatori | 51’ And. Caracciolo |

| Arbitro: | Aureliano (Bologna) |

|                             |           |                  |
| Benali 28’ L.A. Scaglia 45’ | Marcatori | 18’ (rig.) Ciano |

| Arbitro: | Candussio (Cervignano) |

|                                     |           |                     |
| Abate 59’ Ciaramitaro 71’ Aramu 75’ | Marcatori | 8’ Sestu 64’ Benali |

| Arbitro: | Pezzuto (Lecce) |

|            |           |                                          |
| Benali 18’ | Marcatori | 77’ Melchiorri 85’ (rig.), 90+2’ Maniero |

| Arbitro: | Di Paolo (Avezzano) |

|           |           |                                  |
| Cacia 29’ | Marcatori | 83’ And. Caracciolo 87’ Morosini |

| Arbitro: | Merchiori (Ferrara) |

|                                                    |           |                                        |
| And. Caracciolo 33’ (rig.), 64’ (rig.), 79’ (rig.) | Marcatori | 38’ Gagliolo 88’, 90+2’ (rig.) Inglese |

| Arbitro: | Manganiello (Pinerolo) |

|             |           |                            |
| Coralli 25’ | Marcatori | 19’ (rig.) And. Caracciolo |

| Arbitro: | Ghersini (Genova) |

|                           |           |  |
| Moretti 34’ Sbrissa 90+5’ | Marcatori |  |

| Arbitro: | Baracani (Firenze) |

|  |           |          |
|  | Marcatori | 2’ Šitum |

| Arbitro: | La Penna (Roma) |

|                    |           |                                       |
| Çani 6’ Calaiò 59’ | Marcatori | 15’ Corvia 84’ (rig.) And. Caracciolo |

| Arbitro: | Pasqua (Tivoli) |

|                           |           |            |
| Di Cesare 43’ Sodinha 93’ | Marcatori | 68’ Caputo |

| Arbitro: | Abbattista (Molfetta) |

|                           |           |  |
| L. Castaldo 39’ Arini 94’ | Marcatori |  |

#### Girone di ritorno
| Arbitro: | Di Paolo (Avezzano) |

|                                               |           |            |
| D. Ciofani 7’ (aut.) Corvia 53’ Di Cesare 95’ | Marcatori | 80’Curiale |

| Arbitro: | Maresca (Napoli) |

|                                                     |           |                    |
| Jelenic 15’ Siligardi 29’ Gonnelli 55’ Djokovic 90’ | Marcatori | 7’Corvia 58’ Sestu |

| Arbitro: | Nasca (Bari) |

|                            |           |  |
| Benali 16’ Corvia 63’, 77’ | Marcatori |  |

| Arbitro: | Saia (Palermo) |

|                                |           |          |
| Avenatti 68’ Arcari 69’ (aut.) | Marcatori | 24’Sestu |

| Arbitro: | Pezzuto (Lecce) |

|                          |           |  |
| Monachello 54’ Thiam 64’ | Marcatori |  |

| Arbitro: | Chiffi (Padova) |

|             |           |                            |
| Tonucci 39’ | Marcatori | 47’Ardemagni 76’Falcinelli |

| Arbitro: | Roca (Foggia) |

|              |           |                          |
| Borghese 25’ | Marcatori | 5’ Benali 73’ Quaggiotto |

| Arbitro: | Abisso (Palermo) |

|  |           |                       |
|  | Marcatori | 45+1’ (rig.) Granoche |

| Vercelli 7 marzo 2015, ore 15:00 CET 30ª giornata | Pro Vercelli      | 0 – 0 | Brescia | Stadio Silvio Piola (2.850 spett.)\| Arbitro: \| Sacchi (Macerata) \| |
| Arbitro:                                          | Sacchi (Macerata) |       |         |                                                                       |

| Arbitro: | La Penna (Roma) |

|                     |           |                          |
| And. Caracciolo 51’ | Marcatori | 45+2’ Viviani 76’ Mangni |

| Arbitro: | Merchiori (Ferrara) |

|                             |           |                   |
| Ciano 55’ (rig.) Stoian 68’ | Marcatori | 87’ (rig.) Corvia |

| Arbitro: | Maresca (Napoli) |

|             |           |             |
| Sodinha 62’ | Marcatori | 74’ Barillà |

| Arbitro: | Chiffi (Padova) |

|                           |           |                     |
| Memushaj 4’ Bjarnason 15’ | Marcatori | 6’, 51’, 72’ Corvia |

| Arbitro: | Di Paolo (Avezzano) |

|              |           |                |
| H'maidat 23’ | Marcatori | 70’ G. Sansone |

| Arbitro: | Sacchi (Macerata) |

|                                     |           |  |
| Mbakogu 9’ Pasciuti 18’ Lasagna 61’ | Marcatori |  |

| Brescia 25 aprile 2015, ore 15:00 CEST 37ª giornata | Brescia                 | 0 – 0 | Cittadella | Stadio Mario Rigamonti (7.428 spett.)\| Arbitro: \| Ripa (Nocera Inferiore) \| |
| Arbitro:                                            | Ripa (Nocera Inferiore) |       |            |                                                                                |

| Arbitro: | Merchiori (Ferrara) |

|                                      |           |  |
| And. Caracciolo 7’, 90+2’ Benali 24’ | Marcatori |  |

| Arbitro: | Saia (Palermo) |

|                                                         |           |                     |
| Nenê 6’ Datković 45’ Catellani 55’ Di Cesare 60’ (aut.) | Marcatori | 33’ And. Caracciolo |

| Arbitro: | Manganiello (Pinerolo) |

|                                                 |           |                       |
| Sestu 22’ Di Cesare 30’ Da Silva 74’ Benali 79’ | Marcatori | 72’ Rosina 92’ Castro |

| Arbitro: | Aureliano (Bologna) |

|                                           |           |                       |
| Schiattarella 11’ Bellomo 32’ Boateng 61’ | Marcatori | 55’ Corvia 68’ Benali |

| Arbitro: | Chiffi (Padova) |

|                                            |           |               |
| Corvia 19’ Victor Da Silva 45+1’ Sestu 55’ | Marcatori | 22’, 78’ Comi |

### Coppa Italia

#### Secondo turno
| Arbitro: | Chiffi (Padova) |

|                                  |           |                |
| Corvia 24’ And. Caracciolo 90+3’ | Marcatori | 26’ Emmanuello |

#### Terzo turno
| Arbitro: | Massa (Imperia) |

|                     |           |  |
| And. Caracciolo 88’ | Marcatori |  |

#### Quarto turno
| Arbitro: | Baracani (Firenze) |

|                                     |           |  |
| Gabbiadini 33’ (rig.) Bergessio 58’ | Marcatori |  |